# Port Moresby
Port Moresby, eller Pot Mosbi, är Papua Nya Guineas huvudstad, belägen vid Papuabukten på sydöstra Nya Guinea. Staden hade 254 158 invånare vid folkräkningen år 2000.
Området där staden grundades har varit bosatt av Motu-Koitabufolket i århundraden. Staden sågs första gången av en europé 1873, då John Moresby kom dit och döpte staden efter sin far Sir Fairfax Moresby.

## Historia

### Innan kolonisationen
Urinvånarna fyllde sina handelskrukor med sago och andra livsmedel. De seglade från Hanuabada och andra byar som byggts vid viken. De gifte sig även med folk från Gulf och bildade starka familjer och handelsförbindelser.
Handelsexpeditionerna var storslagna. Så många som 20 flerskrovade kanoter eller lakatioer med en besättning på omkring 600 man transporterade cirka 20 000 lerkrukor på varje resa. För motuanerna var handelsresorna inte bara en ekonomisk risk, de bekräftade också identiteten som en stam på grund av de långa och farliga resorna. Minnet av dessa resor firas i september varje år på en festival som hålls vid Eta Beach.

### Kolonisationen
Området var redan ett viktigt handelscentrum när John Moresby upptäckte det. Engelsmännen hade precis vågat sig genom Korallhavet öster om Nya Guinea och efter att ha upptäckt tre okända öar gick man iland. Klockan 10 på morgonen den 20 februari 1873 förklarade han området brittiskt och döpte det efter sin far Sir Fairfax Moresby. Han kallade den inre delen Fairfax Harbour och den yttre Port Moresby.

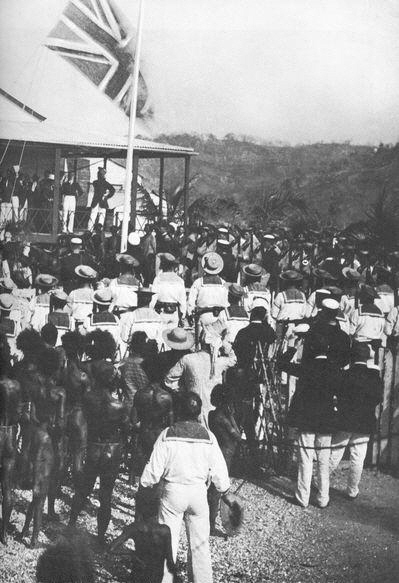
Queensland hissar den brittiska flaggan vid Port Moresby 1883

Europeiska bosättningar på platsen kom inte förrän ett decennium senare, när den sydöstra delen av Nya Guinea införlivades i Brittiska imperiet. Brittiska Nya Guinea fördes över till det nybildade Australien år 1906 och kallades Papua. Fram till 1941 växte Port Moresby långsamt. Den största folkökningen var på halvön där hamnen och andra tjänster successivt förbättrades. Elektricitet kom 1925 och kranvatten 1941.

### Andra världskriget och senare
Under andra världskriget rekryterades många av invånarna både som soldater i Papua Infantry Battalion och transportörer av förnödenheter till de allierades arméer. Många andra av Port Moresbys invånare återvände till sina hembyar eller evakuerades när hotet om japansk invasion var som störst. Staden var en viktig bas för de allierade och tusentals soldater var stationerade i området som var den sista bastionen på ön och den sista försvarslinjen mellan Japan och Australien. Denna nyckelroll gjorde att staden var ett mål för invasionen av den japanska flottan som stoppades vid slaget om Korallhavet i maj 1942. Under denna tid förföll Port Moresby och hela staden fick återuppbyggas efter kriget.
1945 bildades Territoriet Papua och Nya Guinea när Papua och det tidigare Tyska Nya Guinea, som hade administrerats av Australien sedan 1918, förenades under en gemensam australisk administration. Port Moresby förklarades officiellt som huvudstad för det nya territoriet och fokus sattes på uppbyggnad av offentliga tjänster.

### Huvudstad i det självständiga Papua Nya Guinea
I september 1975 blev Port Moresby huvudstad i den självständiga staten Papua Nya Guinea. Nya regeringsbyggnader uppfördes vid Waigani för att härbärgera statliga myndigheter. Den nya parlamentsbyggnaden, som öppnades 1984, blandar traditionell design med modern byggnadsteknologi. Nationalmuseet och nationalbiblioteket finns också i området.
Tyvärr har flera av dessa byggnader nu övergivits på grund av långvarig vanvård. Flera byggnader visar nu tydliga tecken på förfall på grund av eftersatt underhåll, trasiga brandtrappor, smutsiga toaletter och trasiga hissar.
Port Moresbys invånarantal har ökat kraftigt sedan självständigheten. 1980 var den 120 000 och hade 1990 ökat till 195 000.
Staden täcks ofta av rök från småbränder som invånarna startat. Bränderna får självdö utan ingripande från den lokala brandkåren.
2004 rankades Port Moresby av Economist Intelligence Unit som den värsta av 130 undersökta huvudstäder att bo i (Bagdad var dock inte med). Våldtäkter, rån och mord är vanliga och stora områden kontrolleras av kriminella gäng. Enligt en artikel 2004 i The Guardian är arbetslösheten mellan 60 och 90 procent, mord är tre gånger vanligare än i Moskva och 23 gånger vanligare än i London.

## Regioner och förorter
Port Moresby hör både till National Capital District och det affärsområde som lokalt kallas "Town". Andra stadsdelar är:

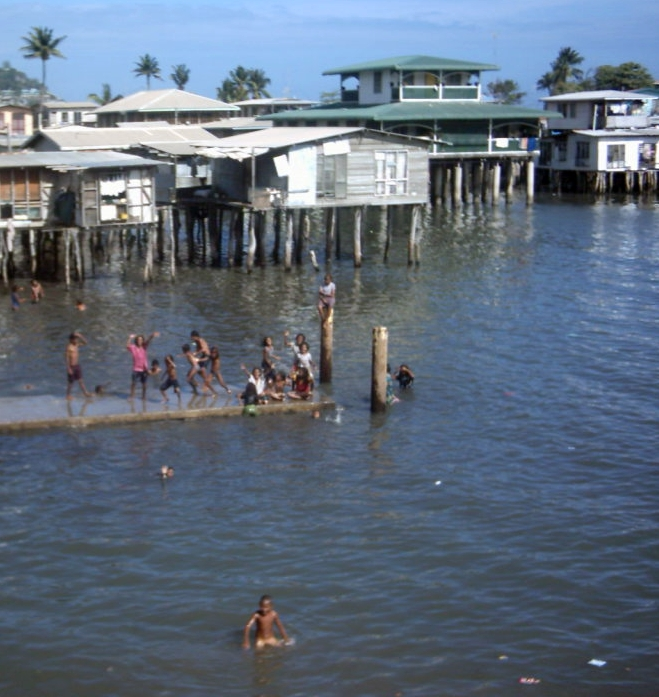
Koki

- Koki, med en populär marknad för färskvaror
- Newtown
- Konedobu
- Kaevaga
- Badili
- Gabutu
- Kila
- Matirogo
- Three Mile
- Kaugere
- Sabama
- Korobosea
- Four Mile
- Hohola
- Hohola North
- Boroko, ett viktigt handelsområde
- Gordon
- Gordon North
- Erima
- Saraga
- Waigani
- Morata
- Gerehu
- Hanuabada, Papua New Guineas största samhälle

## Kommunikationer
Jacksons International Airport är landets största internationella flygplats och därtill bas för flygvapnet. Air Niugini och Airlines PNG är exempel på bolag som flyger till och från internationella destinationer. Det finns förbindelser med Brisbane, Cairns, Sydney, Honiara, Nadi, Manila, Singapore, Hongkong och Tokyo.
Det nationella motorvägssystemet är osammanhängande och man behöver resa med inrikesflyg till orter som inte kan nås med minibuss (kallade PMV:s av lokalbefolkningen). Ett exempel på en ort som inte går att nå via vägar är Madang.

## Vänorter
- Jinan,  Kina
- Townsville,  Australien

### Samarbetsort
- Jayapura,  Indonesien